# Edifici de Càritas
L'Edifici de Càritas és el nom que rep el conjunt de dos edificis del municipi d'Igualada (Anoia). Consta d'un edifici (convent i oficina de Càritas) i de l'església. Forma part de l'Inventari del Patrimoni Arquitectònic de Catalunya. Aquest edifici i l'església havia estat el convent de les monges Josefines que van venir a Igualada el 1904. Actualment hi resideixen les religioses Carmelites de Santa Vedruna.
L'edifici és de planta rectangular i està format per planta i dos pisos. La façana és molt simple, feta de pedra vista en la qual només ressalten els guardapols que voregen les obertures com a únics elements decoratius. Aquests són realitzats amb peces de ceràmica que volen recordar l'estil gòtic. L'església és d'una sola nau i està adossada a l'edifici, des d'on s'hi accedeix. Cal destacar les obertures, tres a cada façana lateral, fetes amb uns arcs ogivals molt apuntats i en campanar d'espadanya en el mur nord. L'església va ser construïda després de la guerra civil.